# Castell y Bere
Castell y Bere es un castillo galés cerca de Llanfihangel-y-pennant en Gwynedd, Gales. Fue construido por Llywelyn el Grande en la década de 1220, con el propósito de mantener la autoridad de Llywelyn sobre la población local y defender el suroeste de Gwynedd. En 1282, durante la guerra con Eduardo I de Inglaterra se produjo la muerte del nieto de Llywelyn, Llywelyn ap Gruffudd, y Castell y Bere pasó a manos inglesas. Eduardo I amplió aún más el castillo y creó una pequeña ciudad junto a él. En 1294, el líder galés Madog ap Llywelyn organizó una gran revuelta y el castillo fue sitiado y aparentemente incendiado. Eduardo no lo reparó y quedó en ruinas. Actualmente pertenece al Cadw y funciona como atracción turística .

### 1220–40
Castell y Bere fue construido en la década de 1220 por Llywelyn el Grande en un montículo rocoso sobre el valle de Dysynni, cerca de Llanfihangel-y-pennant. Tradicionalmente, los príncipes galeses solía utilizar  palacios indefensos llamados llysoedd, o cortes, en lugar de construir castillos. A partir de finales del siglo XI, los normandos habían avanzado sobre Gales, conquistando el norte y estableciendo una franja fronteriza en el sur conocida como las Marcas Galesas. Durante el siglo XII se empezaron a construir algunos castillos de madera y tierra, pero en pequeño número.

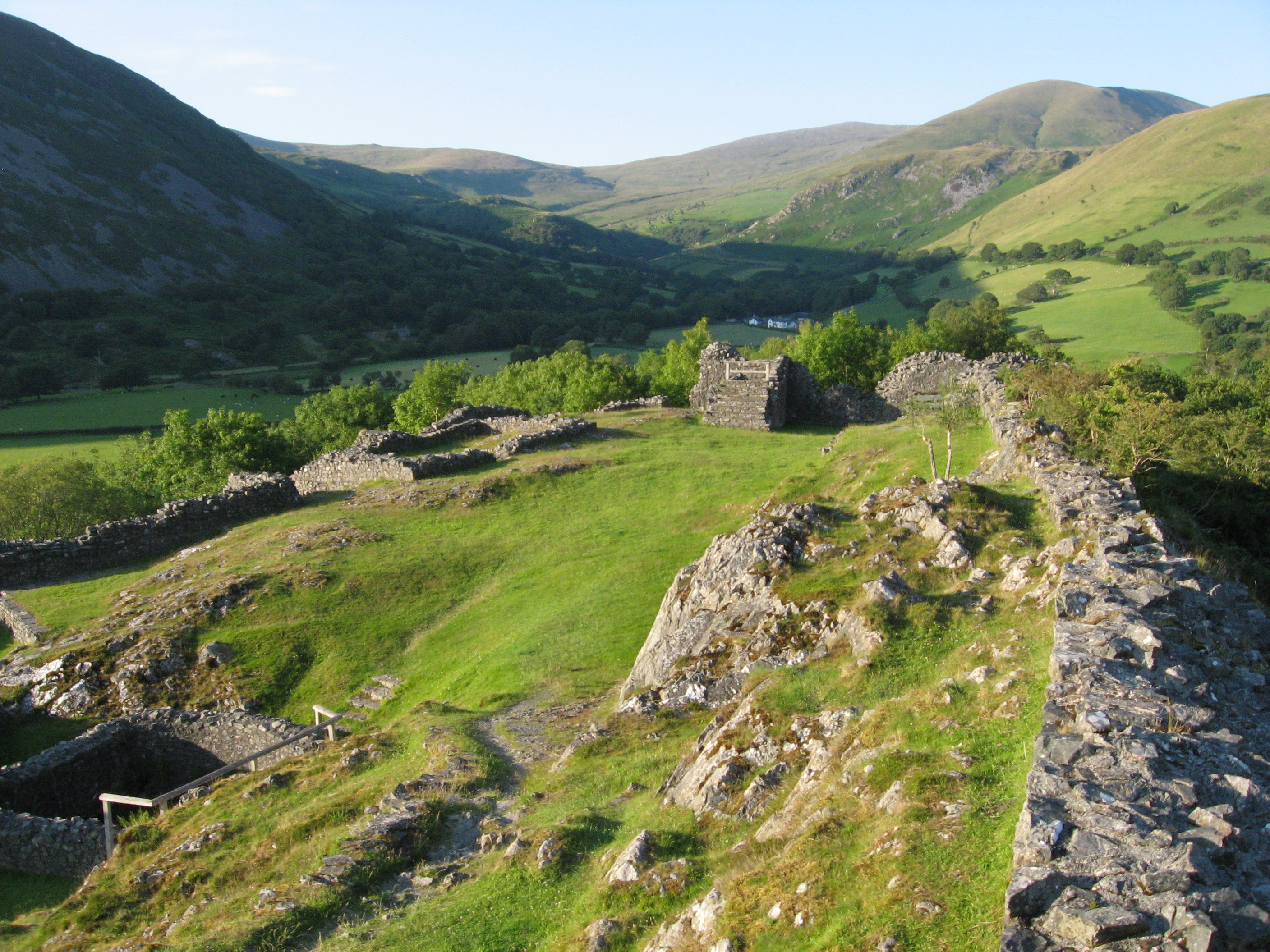
Vista aérea del castillo

Llywelyn el Grande controlaba inicialmente el principado de Gwynedd, pero a lo largo de su reinado, fue extendiendo su influencia al resto de Gales durante los primeros años del siglo XIII. Llywelyn tuvo que  lidiar con la amenaza de los reyes de Inglaterra y mantener su autoridad sobre los nativos galeses.
En 1221, Llywelyn tomó el de Meirionnydd de manos de su hijo, Gruffydd, al que el propio Llywelyn había colocado previamente en el poder. El príncipe comenzó entonces la construcción del castillo de Castell y Bere con la intención de controlar a la población local y asegurar su frontera suroeste, que incluía las rutas comerciales de montaña entre Gwynedd, Powys Wenwynwyn y Deheubarth. Castell y Bere fue el primero de varios castillos de piedra construidos por Llywelyn. La construcción original constaba de varias torres colocadas alrededor de un patio, situado en una colina rocosa en el valle de Dysynni cerca de Cadair Idris.

### 1240-1300

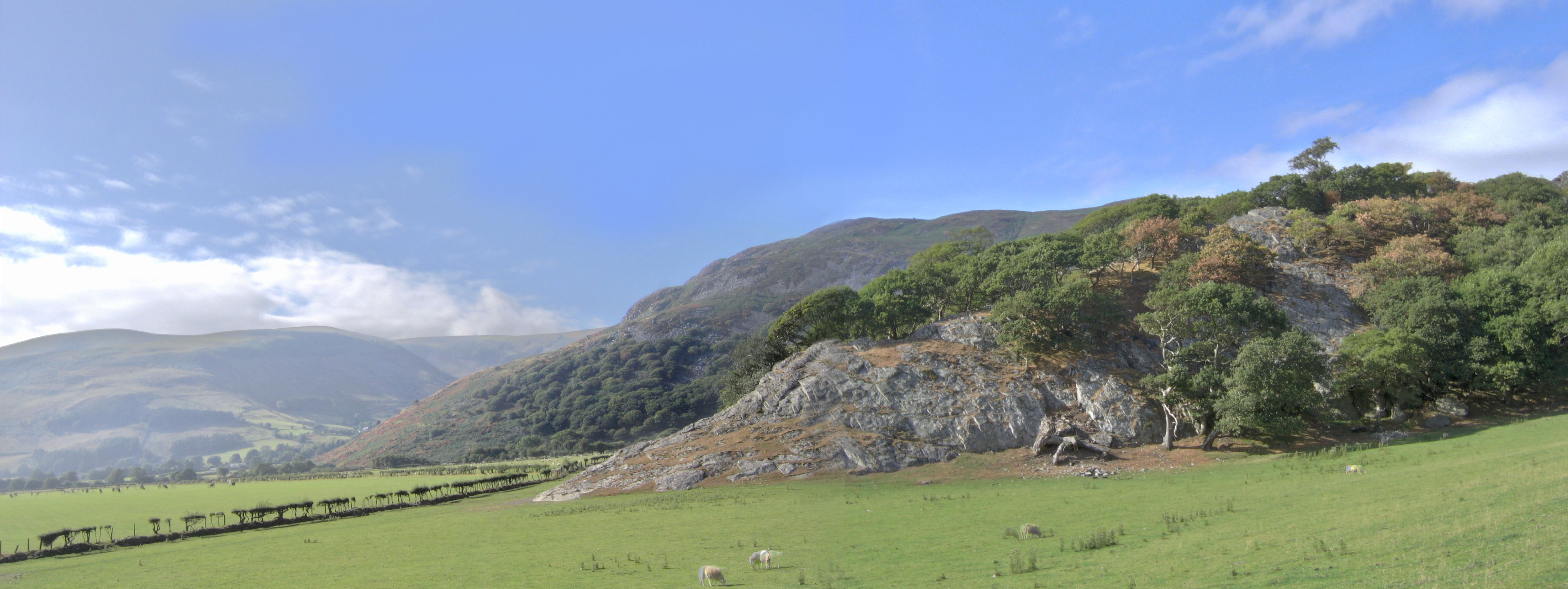
Castell y Bere, roca

Tras la muerte de Llywelyn en 1240, el poder de Gwynedd declinó y muchas de sus tierras orientales fueron conquistadas por Enrique III de Inglaterra en 1247. El nieto de Llywelyn, Llywelyn ap Gruffudd, recuperó el poder en 1255 y encarceló a su hermano Owain ap Gruffudd antes de extender su poder por todo Gales. Llywelyn construyó una nueva torre en el sur, similar a la construida en Dolforwyn, probablemente con fines de alojamiento.

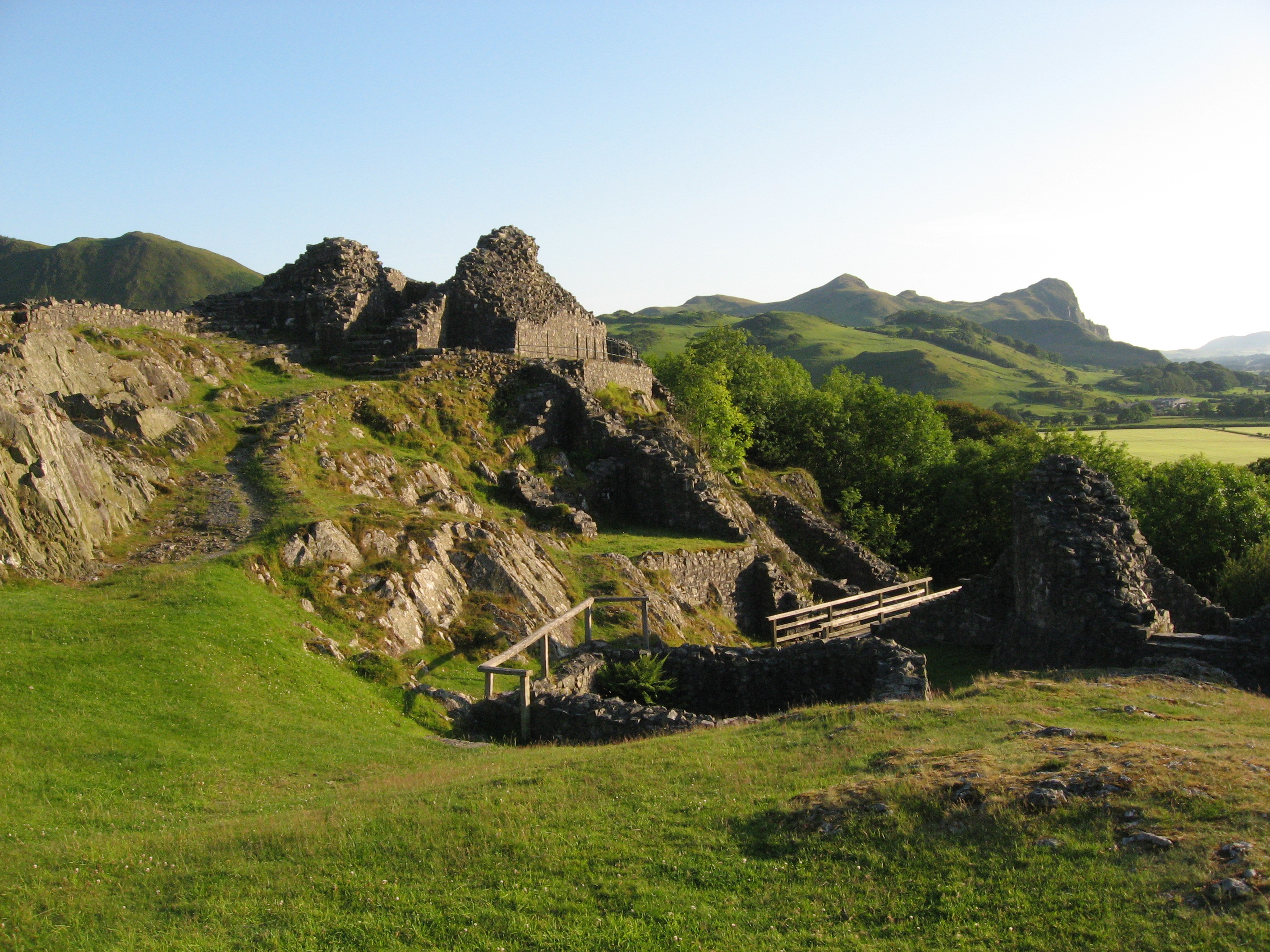
Vistas al suroeste a través del castillo.

El enfrentamiento entre príncipes galeses y reyes ingleses continuó durante el reinado de Eduardo I. En 1282, Llywelyn libró una última campaña contra Eduardo, que terminó con la muerte del príncipe cerca de Builth en diciembre. Su hermano, Dafydd ap Gruffydd, asumió el poder pero durante 1283 se vio obligado a refugiarse en Snowdonia, en el sur . Mientras tanto, los ingleses dirigidos por Roger Lestrange y William de Valence marcharon desde el sur de Gales y Shropshire, sitiando y tomando Castell y Bere el 25 de abril. Eduardo desplegó 7.000 soldados para detener a Dafydd, quien finalmente fue capturado y ejecutado en octubre. Un equipo de cinco albañiles y cinco carpinteros, al mando del maestro Bertram el Ingeniero, quedaron en Castell y Bere "para realizar diversos trabajos". Se desconoce la naturaleza precisa de estas obras, pero el historiador AJ Taylor las interpreta como reparaciones del castillo.
Edward continuó invirtiendo dinero y tiempo en Castell y Bere; Lo visitó tres veces en 1284, estableciendo una pequeña ciudad junto al castillo, posiblemente al este. Walter de Huntercombe fue nombrado condestable del castillo por Eduardo en 1284 y gastó £ 47 en la construcción de una nueva cámara allí, para ser utilizada por el rey durante sus visitas. Entre 1286 y 1290 se gastaron otras £ 262, la mayor parte tras la revuelta de Rhys ap Maredudd. Probablemente en esta época se levantaron los muros de conexión con la torre sur, la barbacana externa y las torres de entrada.
No obstante, en 1294, el líder galés Madoc ap Llywelyn encabezó una importante revuelta en todo Gales. En octubre de ese mismo año, Richard Fitzalan, conde de Arundel, recibió el encargo de asegurar el castillo, pero a finales de ese mes, el castillo estaba siendo asediado por Madoc. Robert FitzWalter, el condestable del castillo, fue enviado para liderar una expedición de socorro. No conocemos con detalle el destino final de Castell y Bere, pero probablemente fue tomado por fuerzas galesas a finales de 1294 e incendiado.

### sigloXIV-XXI
Tras la revuelta, tanto Castell de Bere como la ciudad inglesa se abandonaron. Aunque la situación del castillo era muy buena, no podía ser aprovisionado por mar, a diferencia de otros castillos costeros levantados por Eduardo I, y no suponía una ventaja estratégica para el control del norte de Gales. En el siglo XVI, el castillo se encontraba abandonado y el poeta galés Gruffydd Hiraethog observó que "a orillas del río Dysynni se encuentra Castell-y-Bere, donde se alzaba un edificio grande y fuerte, pero que ahora está destruido y arruinado".
Tras muchos años, el lugar fue finalmente desbrozado en la década de 1850, revelando más restos del castillo, y William Wynne, el propietario del sitio, llevó a cabo las primeras investigaciones. En 1949, Charles Corbett, el último propietario privado de las ruinas, las puso bajo la tutela del Estado. En el siglo XXI, el sitio está bajo el cuidado del Cadw y protegido como monumento programado y mantenido como atracción turística. Cadw ha señalado que pretende dar un mayor protagonismo a la difusión de la historia de los castillos y los príncipes galeses que los habitaron.

## Arquitectura

Plano del castillo: A – torre sur; B – patio de zanjas; C – torre media; D – barbacana; E – torre redonda; F – patio; G - torre norte

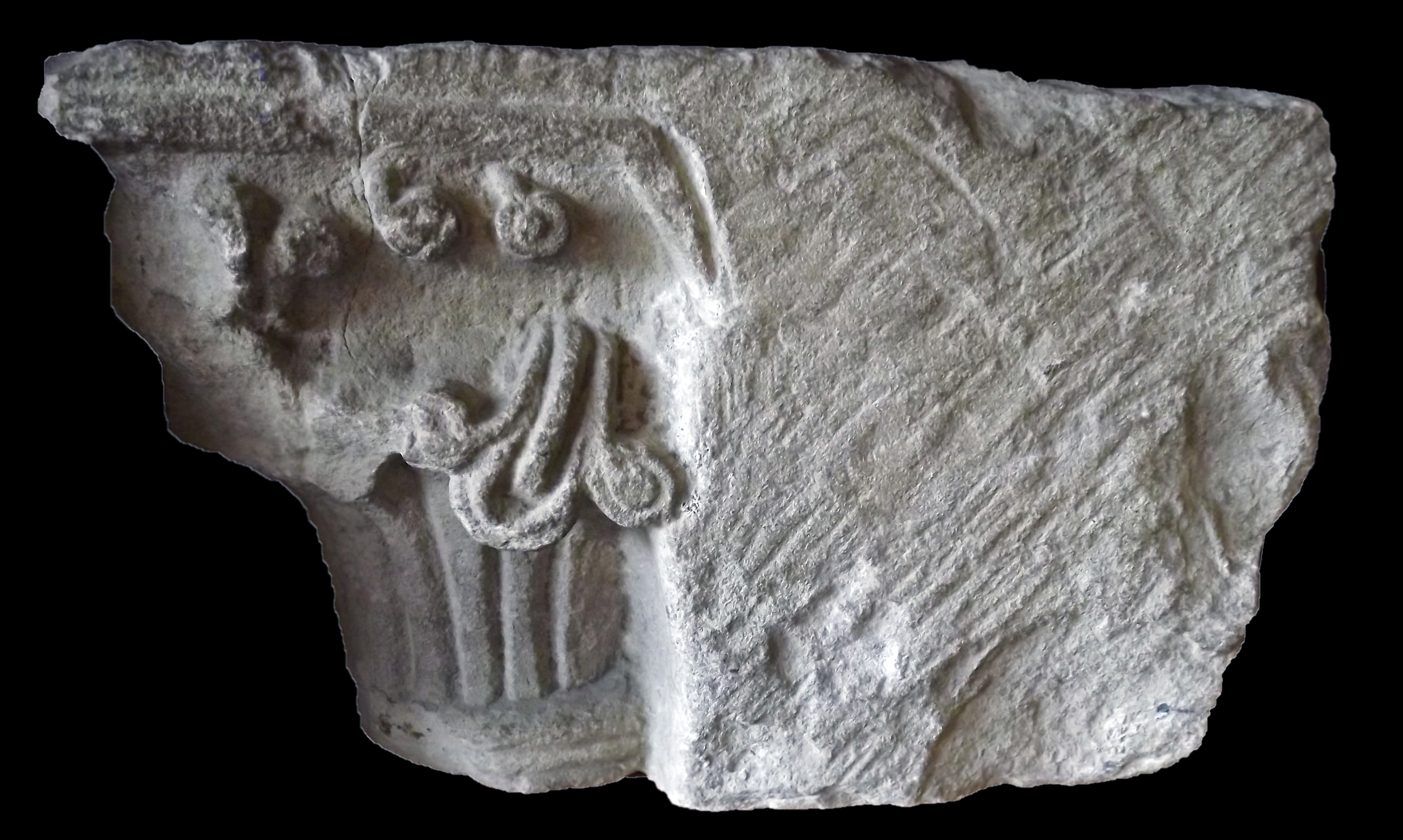
Piedra tallada del castillo, ahora expuesta en el castillo de Criccieth

Hoy en día las ruinas de Castell y Bere se levantan sobre un afloramiento rocoso, con fosos excavados en piedra en los lados sur y este. La entrada al castillo se encuentra en el lado oeste, donde la barbacana, probablemente construida por Eduardo I, contiene dos torres de entrada que dominan los escalones de piedra que se acercan a la puerta interior. La barbacana da paso al patio del castillo, que contiene un gran pozo y restos de varios edificios internos de fecha incierta.
La torre norte tiene un diseño absidal, característico de los castillos galeses de principios del siglo XIII. Originalmente pudo haber contenido una sala o una capilla. La torre central era originalmente la parte más meridional de las defensas, pero ahora conduce hasta la torre sur, otro diseño absidal que alguna vez contuvo alojamiento espacioso. Ambas torres absidales carecían de chimeneas en las cámaras principales, utilizando un sistema de calefacción central para calentar las habitaciones.
En contra de lo habitual en este tipo de castillos galeses,, hay evidencia de esculturas decorativas, incluidas estatuas de soldados, construidas en el castillo, junto con baldosas decorativas. Castell y Bere es el único castillo, además de Criccieth, que presenta tales características. El historiador Lawrence Butler considera que el castillo ha conservado algunas de "las mejores tallas en piedra de Gales del siglo XIII".
- "Castell y Bere", con letra de Myrddin ap Dafydd con melodía de Brian Warfield, es el primer tema del álbum Rhown Garreg ar Garreg (1981) del grupo folk galés Plethyn .

Castell y Bere fue visitado por los legendarios cantantes Brian Johnson de AC/DC y Robert Plant de Led Zeppelin, para la serie Life on the Road de Johnson. El castillo no está lejos de Bron-Yr-Aur .